# Босна и Херцеговина на Светском првенству у атлетици на отвореном 2022.
Босна и Херцеговина је на 18. Светском првенству у атлетици на отвореном 2022. одржаном у Јуџину  од 15. до 25. јула учествовала петнаести пут под овим именом, са 1 атлетичарем који се такмичио у трци на 800 метара.,
На овом првенству такмичар из Босне и Херцеговине није освојио ниједну медаљу али је остварио најбољи резултат сезоне.

## Учесници
Мушкарци:
- Абедин Мујезиновић — 800 м

## Резултати

### Мушкарци
| Атлетичар          | Дисциплина | Лични рекорд | Квалификације | Квалификације | Полуфинале           | Полуфинале           | Финале               | Финале       | Детаљи |
| Атлетичар          | Дисциплина | Лични рекорд | Резултат      | Место         | Резултат             | Место                | Резултат             | Место        | Детаљи |
| ------------------ | ---------- | ------------ | ------------- | ------------- | -------------------- | -------------------- | -------------------- | ------------ | ------ |
| Абедин Мујезиновић | 800 м      | 1:45,87      | 1:46,26 ЛРС   | 5. гр. 2      | Није се квалификовао | Није се квалификовао | Није се квалификовао | 18 / 42 (45) |        |